# Stipes
Stipes is een plaats (frazione) in de Italiaanse gemeente Ascrea.